# HMS Devonshire (1904)
«Девоншир» (англ. HMS Devonshire (1904) — військовий корабель, панцерний крейсер типу «Девоншир» Королівського військово-морського флоту Великої Британії часів Першої світової війни.

## Історія створення
Панцерний крейсер «Девоншир» був закладений 25 березня 1902 року на верфі компанії Chatham Dockyard у Чатемі. 30 квітня 1904 року корабель спущений на воду, а 24 серпня 1905 року увійшов до складу Королівських ВМС Великої Британії.

## Історія служби
Панцерний крейсер «Девоншир» спочатку був призначений до 1-ї крейсерської ескадри Ла-Маншського флоту. У березні 1907 року переведений до 2-ї крейсерської ескадри Атлантичного флоту, а в серпні 1909 року призначений до резервного 3-го флоту в Девонпорті.
У лютому 1909 року британський крейсер брав участь у привітанні американського «Великого Білого флоту», який здійснював навколосвітню подорож. Американці зупинилися в Гібралтарі, де міжнародний флот британських, російських, французьких та голландських військових кораблів привітав американців.
У 1913 році корабель разом з більшістю своїх однотипних кораблів увійшов до складу 3-ї крейсерської ескадри 2-го флоту.
У середині 1914 року ескадра була включена до складу Великого флоту, коли флот був мобілізований через війну. Значну частину часу панцерний крейсер провів у складі Великого флоту, посилюючи патрулювання біля Шетландських і Фарерських островів та узбережжя Норвегії, де 6 серпня «Девоншир» перехопив німецьке торговельне судно. У вересні і в лютому він був переобладнаний. Незважаючи на численні вилазки з основними силами Великого флоту, він не брав участі в боях. У квітні 1916 року він патрулював норвезьке узбережжя, а потім був переведений до Нора. «Девоншир» був приписаний до 7-ї крейсерської ескадри Великого флоту перед тим, як у грудні був переведений в Атлантику для захисту судноплавства союзників, базуючись на Королівській військово-морській верфі в Імперській колонії-фортеці Бермудські острови на Північноамериканської та Західно-Індійської станції. Він залишався там до 1919 року і був виставлений на продаж у травні 1920 року. 9 травня 1921 року «Девоншир» був проданий на металобрухт і розібраний на частини в Барроу-ін-Фернесс у 1923 році.